# Ширмейер, Рене
Рене Шарль Ширмейер (фр. René Charles Schiermeyer; 27 сентября 1938, Селеста, Франция) — французский борец греко-римского и вольного стилей, бронзовый призёр Олимпийских игр, призёр Средиземноморских игр, одиннадцатикратный чемпион Франции (1959—1967) . 

## Биография
Внук известного в своё время борца Мишеля Шарля Ширмейера. Сначала под влиянием отца занимался футболом, затем начал заниматься борьбой. 
В 1958 году на чемпионате мира был лишь тринадцатым. 
В 1959 году стал бронзовым призёром Средиземноморских игр как в вольной, так и в греко-римской борьбе. 
В 1959 году был призван в армию, воевал в Алжире и на олимпийские игры ему был предоставлен отпуск. 
На Летних Олимпийских играх 1960 года в Риме боролся по греко-римской борьбе в полусреднем весе (до 73 килограммов). За чистое поражение начислялись 4 штрафных балла, за поражение по очкам 3 штрафных балла, за ничью 2 штрафных балла, за победу по очкам 1 штрафной балл. Набравший 6  штрафных баллов спортсмен выбывал из турнира. Титул оспаривали 27 борцов.
Рене Ширмейер вышел в финал с ещё двумя борцами, все к тому времени имели по пять штрафных баллов, и следовательно, совершенно равные шансы на победу. Однако Ширмейер проиграл обе встречи, завоевав бронзовую медаль, первую награду для Франции в борьбе с 1932 года.
| Выступление на Олимпийских играх 1960 года | Выступление на Олимпийских играх 1960 года | Выступление на Олимпийских играх 1960 года | Выступление на Олимпийских играх 1960 года | Выступление на Олимпийских играх 1960 года | Выступление на Олимпийских играх 1960 года | Выступление на Олимпийских играх 1960 года |
| Круг                                       | Соперник                                   | Страна                                     | Результат                                  | Баллы                                      | Всего баллов                               | Время схватки                              |
| ------------------------------------------ | ------------------------------------------ | ------------------------------------------ | ------------------------------------------ | ------------------------------------------ | ------------------------------------------ | ------------------------------------------ |
| 1                                          | Эдвард Жулавник                            | Польша                                     | Победа Туше                                | 0                                          | 0                                          | 10:22                                      |
| 2                                          | Франко Бенедетти                           | Италия                                     | Ничья                                      | -2                                         | -2                                         | 12:00                                      |
| 3                                          | Сам Азулай                                 | Марокко                                    | Победа Туше                                | 0                                          | -2                                         | 11:42                                      |
| 4                                          | Ханс-Йорг Хиршбюль                         | Швейцария                                  | Победа Туше                                | 0                                          | -2                                         | 5:19                                       |
| 5                                          |                                            |                                            |                                            | 0                                          | -2                                         |                                            |
| 6                                          | Стеван Хорват                              | Югославия                                  | Поражение По очкам                         | -3                                         | -5                                         | 12:00                                      |
| Финал встреча 1                            | Гюнтер Маричнигг                           | Германия                                   | Поражение По очкам                         |                                            |                                            | 12:00                                      |
| Финал встреча 2                            | Митхат Байрак                              | Турция                                     | Поражение По очкам                         |                                            |                                            | 12:00                                      |

В 1961 году на чемпионате мира был только двенадцатым, в 1962 году седьмым, в 1963 году десятым. 
В 1963 году стал серебряным призёром Средиземноморских игр.
На Летних Олимпийских играх 1964 года в Токио боролся в полусреднем весе (до 73 килограммов). Регламент турнира в основном остался прежним. Титул оспаривали 19 борцов.
В четвёртом круге Рене Ширмейер чисто проиграл будущему чемпиону Анатолию Колесову, набрал семь штрафных баллов и из дальнейшей борьбы выбыл. 
| Выступление на Олимпийских играх 1964 года | Выступление на Олимпийских играх 1964 года | Выступление на Олимпийских играх 1964 года | Выступление на Олимпийских играх 1964 года | Выступление на Олимпийских играх 1964 года | Выступление на Олимпийских играх 1964 года | Выступление на Олимпийских играх 1964 года |
| Круг                                       | Соперник                                   | Страна                                     | Результат                                  | Баллы                                      | Всего баллов                               | Время схватки                              |
| ------------------------------------------ | ------------------------------------------ | ------------------------------------------ | ------------------------------------------ | ------------------------------------------ | ------------------------------------------ | ------------------------------------------ |
| 1                                          | Альберт Мишель                             | Бельгия                                    | Ничья                                      | -2                                         | -2                                         | 12:00                                      |
| 2                                          |                                            |                                            |                                            |                                            |                                            |                                            |
| 3                                          | Аскар Зогиян                               | Иран                                       | Победа По очкам                            | -1                                         | -3                                         | 12:00                                      |
| 4                                          | Анатолий Колесов                           | Союз Советских Социалистических Республик  | Поражение Туше                             | -4                                         | -7                                         | 4:20                                       |

Выступал до 1968 года, но из-за травмы колена не поехал на Олимпийские игры 1968 года и оставил карьеру. 
Отец борца владел строительной компанией, которая в 1987 году перешла к Рене Ширмейеру. . Вместе с тем, спорт не оставлял: тренировал сборную Марокко, а с 1972 года сборную Франции, занимался организацией соревнований в Эльзасе. 